# Ісмаїл Матар
Ісмаїл Матар (араб. إسماعيل مطر, нар. 7 квітня 1983, Абу-Дабі) — еміратський футболіст, півзахисник клубу «Аль-Вахда» (Абу-Дабі) та національної збірної ОАЕ.

## Клубна кар'єра
У дорослому футболі дебютував 2001 року виступами за команду «Аль-Вахда» (Абу-Дабі), в якій і провів майже всю кар'єру. У складі «Аль-Вахди» був одним з головних бомбардирів команди і виборов два титули чемпіона ОАЕ, а також двічі вигравав національний Суперкубок.
У 2009 році недовго грав на правах оренди в катарському «Аль-Садді», а в 2010 році з «Аль-Вахдою» взяв участь у домашньому клубному чемпіонаті світу 2010 року, де забив один гол, а його команда зайняла 6-те місце.

## Виступи за збірні
2003 року залучався до складу молодіжної збірної ОАЕ, зігравши до домашньому молодіжному чемпіонаті світу. На турнірі він зіграв у всіх 5 матчах і забив єдиний гол у грі 1/8 фіналу проти Австралії (1:0), вивівши свою збірну вперше в історії до чвертьфіналу турніру. По завершенні чемпіонату Матар був нагороджений «Золотим м'ячем» турніру і став першим арабським гравцем, який отримав цю нагороду
.
2003 року дебютував в офіційних матчах у складі національної збірної ОАЕ, а вже наступного року взяв участь у Кубку Азії 2004 року у Китаї, де його збірна не вийшла з групи.
Перший успіх для Матара зі збірною прийшов у 2007 році, коли він забив 5 голів у 5 матчах на Кубку націй Перської затоки, допомігши своїй збірній вперше в історії тріумфувати на цьому турнірі. А сам Ісмаїл був визнаний найкращим бомбардиром і найкращим гравцем турніру, оскільки саме він забивав єдині голи у півфінальному і фінальному матчі своєї команди, завдяки чого еміратці з однаковим рахунком 1:0 обігравали Саудівську Аравію та Оман відповідно. Влітку того ж року він поїхав зі збірною і на Кубок Азії 2007 року у чотирьох країнах відразу, де знову ОАЕ не вийшли з групи.
Так само невдалим для команди і Матара став наступний Кубок Азії 2011 року у Катарі, де збірна стала останньою у групі. Аналогічно наступного року закінчила і олімпійська збірна ОАЕ на футбольному турнірі Олімпійських ігор 2012 року в Англії. Туди як один з гравців віком понад 23 роки поїхав і Матар, збивши по голу в матчах проти Уругваю (1:2) та Сенегалу (1:1). У 2013 році знову допоміг збірній виграти Кубок націй Перської затоки.
Згодом зі збірною був учасником домашнього Кубка Азії 2019 року, на якому нарешті зумів відзначитись першим голом на континентальній першості, забивши у матчі групового етапу проти Індії (2:0).
| Дата       | Місто         | Господарі | Результат | Гості             | Турнір                     | Голи | Примітки |
| ---------- | ------------- | --------- | --------- | ----------------- | -------------------------- | ---- | -------- |
| 15-11-2016 | Абу-Дабі      | ОАЕ       | 2 – 0     | Ірак              | Відбір до ЧС 2018          | 1    | 74'      |
| 23-03-2017 | Аль-Айн       | ОАЕ       | 0 – 2     | Японія            | Відбір до ЧС 2018          | -    | 75'      |
| 28-03-2017 | Сідней        | Австралія | 2 – 0     | ОАЕ               | Відбір до ЧС 2018          | -    | 79'      |
| 07-06-2017 | Шах-Алам      | ОАЕ       | 4 – 0     | Лаос              | товариський матч           | -    | 62'      |
| 13-06-2017 | Бангкок       | Таїланд   | 1 – 1     | ОАЕ               | Відбір до ЧС 2018          | -    | 73'      |
| 29-08-2017 | Аль-Айн       | ОАЕ       | 2 – 1     | Саудівська Аравія | Відбір до ЧС 2018          | -    | 77'      |
| 05-09-2017 | Амман         | Ірак      | 1 – 0     | ОАЕ               | Відбір до ЧС 2018          | -    | 90'      |
| 11-10-2018 | Барселона     | ОАЕ       | 1 – 1     | Гондурас          | товариський матч           | -    | 84'      |
| 16-10-2018 | Барселона     | ОАЕ       | 0 – 2     | Венесуела         | товариський матч           | -    | 61'      |
| 16-11-2018 | Дубай (місто) | ОАЕ       | 0 – 0     | Болівія           | товариський матч           | -    | 88'      |
| 20-11-2018 | Дубай (місто) | ОАЕ       | 2 – 0     | Ємен              | товариський матч           | -    | 57'      |
| 10-01-2019 | Абу-Дабі      | Індія     | 0 – 2     | ОАЕ               | Кубок Азії 2019 - 1-й етап | -    | 85'      |
| Усього     |               | Матчів    | 12        |                   | Голів                      | 1    |          |

## Титули і досягнення

### Командні
- Чемпіон ОАЕ (2):

«Аль-Вахда» (Абу-Дабі): 2004-05, 2009-10
- Володар Суперкубка ОАЕ (4):

«Аль-Вахда» (Абу-Дабі): 2001, 2011, 2017, 2018
- Володар Кубка Президента ОАЕ (1):

«Аль-Вахда» (Абу-Дабі): 2016–2017
- Володар Кубка Ліги ОАЕ (2):

«Аль-Вахда» (Абу-Дабі): 2015-16, 2017-18

### Збірні
- Переможець Кубка націй Перської затоки: 2007, 2013

### Особисті
- Найкращий гравець молодіжного чемпіонату світу: 2003